# 대한민국 해군 국제관함식
대한민국 국제관함식(大韓民國國際觀艦式, Republic of Korea International Fleet Review)은 1998년과 2008년, 2018년에 대한민국에서 대한민국 해군이 주관하여 개최된 국제 관함식 행사이다. 건군 50주년인 1998년을 시작으로 매 10년마다 열린다.

## 1998 대한민국 해군 국제관함식
정부수립과 건군 50주년, 충무공 이순신 제독 순국 400주년, 한국형 구축함 광개토대왕함 취역을 축하하며 개최되었다.
- 기간: 1998년 10월 12일 ~ 17일
- 장소: 진해, 부산, 서울
- 참가: 11개국 해군 함정 21척, 26개국 해군대표, 대한민국 해군 함정 40여척

김대중 전 대통령을 비롯한 초청인사 800여명이 광개토대왕함과 대청함, 화천함에 분승하여 관함식에 참가한 외국함정 21척에 대한 해상사열을 실시하였다. 부산에서는 외국 함정을 일반 시민에게 공개하는 함정 공개행사와 세계해군 군악제 등 행사가 열렸다.

## 2008 대한민국 해군 국제관함식
정부수립과 건군 60주년, 이지스 구축함 도입을 축하하기 위해 개회되었다.

### 개요
- 기간: 2008년 10월 5일 ~ 10일
- 장소: 부산 앞바다, 해군작전사령부 부산기지 등
- 참가: 미국, 영국, 러시아, 중국, 일본 등 12개국 해군 함정 50여척 및 항공기 30여대

### 주요행사
- 5일: 영국, 러시아, 중국, 일본, 인도, 태국, 싱가포르, 인도네시아 함정이 부산기지와 진해기지 등에 입항, 해군작전사 부산기지에서 독도함 일반 공개
- 6일: 미국의 핵추진 항공모함 조지워싱턴함 및 순양함 카우펜함, 매케인함 등 이지스함 4척, 핵추진 잠수함 버펄로함 등 입항
- 7일: 이명박 대통령 및 초청인사가 해상사열을 실시. 대함/대공 화력시범, 대테러진압훈련 등 시연
- 8일: 충무공이순신함을 비롯한 일본, 러시아, 중국, 캐나다 등 9개국 외국함정들이 부산기지 부두, 국제크루즈부두, 해양대부두 등 5곳에서 9일까지 함정공개행사
- 9일: 관함식 참가 외국장병 360명과 해군 군악/의장대가 부산 중구 광복로 일대에서 '자갈치 축제 거리 퍼레이드' 참여

## 2018 세계 해군축제 국제관함식
2018년 10월 10일부터 14일, 제주도에서 "세계 해군축제"라는 이름으로 국제관함식이 열렸다.
- 기간: 2018년 10월 10일 ~ 14일
- 장소: 제주도 및 인근해역
- 참가: 40여개 초청국

### 일본욱일기게양 논란
8월 31일, 대한민국 해군은 관함식 참가국 전체에 군함에는 자국 국기와 주최국 국기인 태극기만 게양하도록 요청했다. 그러나 9월 28일 일본의 오노데라 이쓰노리 일본 방위상은 "해상자위대 군함에 욱일기를 게양할 것"이라 주장했다.
9월 6일, 대한민국 해군은 일본 해상 자위대 함정이 욱일기를 달고 참가할 예정이라고 발표하였다. 해군은 "UN해양법협약에 따라 각 나라의 해군은 해군기를 선수로 달고, 정박중에 해군기를 함정에 게양하기로 돼있다. 전세계 해군의 국제적 관례"라 설명했다.
9월 30일, 대한민국 해군은 "일본 측과 계속 협의해 나가겠지만, 결정은 일본 몫"이며 "국제관함식 해상사열에 참여하는 15개국 함정에 자국 국기와 태극기를 달아달라는 입장에는 변화가 없고 욱일기 게양 여부는 일본 해군이 최종 결정할 문제"라 밝혔다.
10월 4일, 대한민국 해군은 "자국기와 태극기를 게양해달라고 일본을 포함한 참가국에 요청한 입장에는 변함이 없다"고 재차 밝혔다.
10월 5일, 일본 측에서 불참을 통보했다 그러면서 일본은 이번 제주 국제관함식에 함정을 보내지 않는 대신 관함식 행사 중 하나인 서태평양해군심포지움에 대표단을 파견시키기로 한 것으로 전해졌다.

#### 반향
청와대 국민청원에 욱일기를 단 일본 자위대의 입항을 거부해달라는 내용의 청원글들이 올라오기 시작했고, 10월 1일 서경덕 교수는 관함식에 참가하는 전 세계 해군 측에 "일본 해상자위대 깃발은 전범기"이며 "만약 한국 측의 요구를 무시하고 전범기를 달고 온다면 전 세계 주요 언론에 이런 사실을 알려 '국제적인 망신'을 줄 계획"이라는 내용의 이메일을 보냈으며, 보수 단체인 자유총연맹은 "일본 해상자위대의 제주 국제관함식 참가를 환영한다"면서도 "일본 해상자위대는 관함식 해상 사열식에서 일본 전쟁범죄의 상징인 욱일기를 게양하지 말아야 한다"고 주장했다. 한국진보연대, 민주노총, 전국농민회총연맹 등 진보단체로 꾸려진 전쟁반대평화실현국민행동도 "침략전쟁 범죄 국가인 일본이 욱일승천기를 달든 안 달든 아무런 사과와 책임도 없이 한국 땅에 들어오는 것 자체가 문제"라며 "한국 정부는 일본에 적극적으로 대응하지 않고 국민 분노만 일으킬 바에야 국제관함식을 폐기하는 게 낫다"고 주장했다.